# Phapitréron à oreillons bruns
Phapitreron brunneiceps
Espèce
Statut de conservation UICN

 VU A2cd+3cd+4cd;C2a(i) : Vulnérable
Le Phapitréron à oreillons bruns (Phapitreron brunneiceps) est une espèce d'oiseaux de la famille des Columbidae.

## Répartition
Cette espèce est endémique des forêts pluviales de l'archipel de Sulu, aux Philippines, où elle vit sur Mindanao et Basilan, bien qu'elle n'ait pas été vue sur cette dernière île depuis 1937.

## Taxinomie
Suivant les travaux de Collar et al. (2007), le Congrès ornithologique international la sépare de Phapitreron cinereiceps, qui devient le Phapitréron de Tawi-Tawi. Lorsque ces deux espèces étaient réunies en une seule espèce, leur nom normalisé était aussi Phapitréron à oreillons bruns.